# Bartha Lajos (vegyészmérnök)
Bartha Lajos (Aranyosgyéres, 1902. március 12. – Budapest, 1971. augusztus 10.) vegyészmérnök, timföldtechnológus, a mosonmagyaróvári timföldgyár első vezetője.

## Pályafutása
1927-ben végzett vegyészmérnökként a Műegyetemen, és még a nyáron munkába állt az Alumíniumérc Bánya és Ipar Rt.-nél. Először a gánti bauxitbánya laboratóriumában dolgozott, majd Bodajkon. A vállalat budapesti kísérleti laboratóriumában több fontos kísérletben vett részt. Hiller József, az Aluérc vezérigazgatójának kérésére utazott ki 1932 februárjában Németországba, hogy elsajátítsa a timföldgyártás technológiáját.
Hazatérve Magyaróvárra költözött, és már helyi lakosként irányította a timföldgyár építését. Kezdetben cégvezető volt, 1934. szeptemberétől üzemvezető főmérnök, 1940. júniusától helyettes igazgató, majd 1941. márciusától igazgató. Szakmai tudásának elismeréseként a magyaróvári gyár vezetése mellett 1941-ben megbízták az almásfüzitői üzem építésével és irányításával is. 1944. április 14-én a súlyos beteg Hiller József vezérigazgatót a GESTAPO letartóztatta. Mauthausenbe hurcolták, ahol meghalt. Munkakörét a gyakorlatban Bartha Lajos vette át.
1954-ben a Munka Érdemrend bronz fokozatával tüntették ki. 1954. december 1-jétől a Vegyipari és Energiaügyi Minisztérium Alumíniumipari Igazgatóságán dolgozott, mint műszaki osztályvezető. 1959-ben az Alumíniumipari Tervező Intézetben volt, az almásfüzitői gyár nagybővítésének létesítményi főmérnöke.
Emléktábláját születésének 100. évfordulóján avatták föl a mosonmagyaróvári Timföld és Műkorund Rt. bejárata mellett.